# Tadeusz Sulima

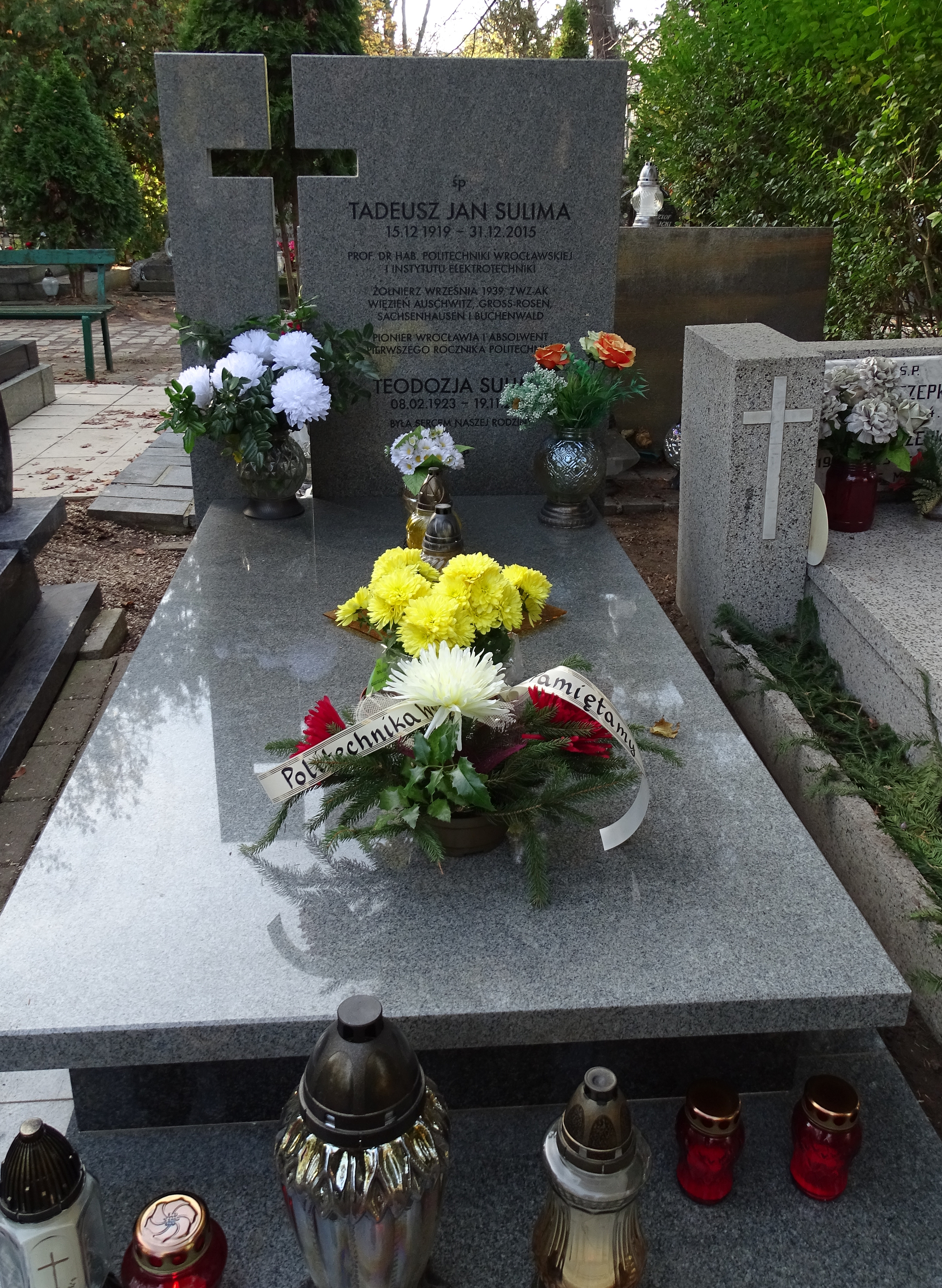
Grób prof. Sulimy na cmentarzu św. Wawrzyńca we Wrocławiu

Tadeusz Jan Sulima (ur. 15 listopada 1919 w Miechowie, zm. 31 grudnia 2015 we Wrocławiu) – profesor Politechniki Wrocławskiej, dr hab. inż. elektryk, specjalista w zakresie inżynierii materiałowej i elektroizolacyjnych tworzyw sztucznych. 

## Życiorys
Żołnierz kampanii wrześniowej 1939 r., uczestnik bitwy pod Mławą, ranny w obronie Warszawy. Uczestnik ruchu oporu ZWZ-AK, aresztowany przez radomskie Gestapo w 1942 r., przeżył trzy lata w obozach koncentracyjnych Auschwitz, Gross-Rosen, Sachsenhausen, Buchenwald. Przetrwał ewakuację obozu i pieszy powrót do Polski.
Absolwent pierwszego rocznika Politechniki Wrocławskiej, od 1979 r. profesor na Wydziale Elektrycznym. Od 1950 r. pracownik naukowy Instytutu Elektrotechniki we Wrocławiu, w ostatnich latach wicedyrektor ds. naukowych. Absolwent PWr. 1945–1950; praca w Katedrze Wysokich Napięć od 1947 r. oraz w IEl OW od 1950 r.; dr n. t. – 1962 r.; dr hab. – 1971 r.; prof. nadzw. – 1979 r.; działalność naukowa dotyczy głównie problematyki tworzyw sztucznych do zastosowań elektrotechnicznych. 
Współtwórca szkoły naukowej Materiałoznawstwo elektryczne i elektrotechnologia. Autor kilkudziesięciu publikacji i wielu prac aplikacyjnych dla przemysłu. Promotor wielu prac doktorskich. Ekspert i delegat Polski w licznych organizacjach międzynarodowych zajmujących się problematyką izolacji elektrycznej z tworzyw sztucznych. Członek i działacz SEP od początku organizacji na Dolnym Śląsku. Kawaler wielu odznaczeń państwowych, kombatanckich, resortowych i regionalnych. Otrzymał m.in.: Krzyż Kawalerski OOP (1978); Krzyż AK; Medal Wojska Polskiego; Srebrny Krzyż Zasługi (1955); Krzyże: Partyzancki i Oświęcimski; Medal za Warszawę i Medal KEN.
Brat Stanisława Sulimy.
5 stycznia 2016 został pochowany na cmentarzu św. Wawrzyńca we Wrocławiu.